# Premio Reino de España a la Trayectoria empresarial
El Premio Reino de España a la Trayectoria Empresarial es un galardón anual concedido a empresarios de España en reconocimiento a su trayectoria profesional «para reconocer el legado de empresarios con una obra importante en cuanto a generación de empleo, inversión, innovación e internacionalización.»

## Descripción
El premio está organizado por Círculo de Empresarios, el Círculo de Economía y el Círculo de Empresarios Vascos, con el respaldo de la Casa Real de España. Tiene desarrollado un breve reglamento que, a fecha de octubre de 2019, recogía siete artículos donde se explica:
- Convocantes  (art. 1), quiénes son las «entidades convocantes» expresando que está abierto a la incorporación de otras nuevas.
- Características del galardón (art. 2), de carácter anual y a una persona. Ni se puede compartir ni declararse desierto. Será numerado correlativamente en cada edición.
- Naturaleza del premio (art. 3), una «pieza representativa» y un diploma.
- Candidaturas (art. 4) donde se creará un "Comité de Nominaciones", de seis miembros que elige un presidente y un secretario entre ellos, y renovado en cada edición. Se deben presentar, como mínimo, tres candidaturas «acompañadas de la información suficiente de cada uno de los candidatos» nominados. Por mayoría simple se deciden cuales serán las candidaturas.
- Jurado (art. 5). Compuesto por nueve miembros (tres por cada una de las entidades convocantes). Los miembros del Comité de Nominaciones en alguna ocasión no pueden formar parte del mismo. Igualmente, entre sus componentes, eligen un presidente y un secretario. En cada edición del premio se debe renovar un tercio del mismo no pudiendo mantenerse ninguno de los miembros durante más de tres ediciones.
- Votación (art. 6). Serán secretas y del resultado de las mismas solamente se informará del candidato premiado. El voto no puede ser delegado. Con una mayoría simple se logra la nominación y, si en una primera ronda no se alcanza, se procede con una segunda donde solamente se votarán a los dos primeros clasificados de la ronda anterior. Además el presidente dispone del voto de calidad necesario en caso de empate.
- Fallo y entrega (art. 7). El resultado se hace público «inmediatamente» tras la celebración de la reunión. La entrega se hará en «acto público» en los meses siguientes a su comunicación.

## Histórico de jurados
Los distintos miembros del jurado durante las ediciones celebradas han sido:
| I | II | III | iV | V | VI | VII |
| --- | --- | --- | --- | --- | --- | --- |
| Marcelino Oreja | Marcelino Oreja | Marcelino Oreja | Antonio Garrigues | Antonio Garrigues | Carme Riera | Santiago Muñoz Machado |
| Adela Cortina Carmen Iglesias Alfredo Pastor Margarita Salas José Mª Pérez González Rafael del Río Luis Lezama Juan Velarde Fuertes | Adela Cortina Carmen Iglesias Emilio Lamo de Espinosa Rafael Matesanz Javier Senent García Tom Burns Marañón Antonio Garrigues Juan José López Burniol | Adela Cortina Carmen Iglesias Emilio Lamo de Espinosa Rafael Matesanz Javier Senent García Tom Burns Marañón Antonio Garrigues Juan José López Burniol | Emilio Lamo de Espinosa Rafael Matesanz Javier Senent García Tom Burns Marañón Juan José López Burniol Victoria Camps Victoria Prego Carme Riera | Tom Burns Marañón Juan José López Burniol Victoria Camps Victoria Prego Carme Riera María Blasco Marhuenda Juan Manuel Bonet José Luis García Delgado | Victoria Camps Victoria Prego María Blasco Marhuenda Juan Manuel Bonet José Luis García Delgado Santiago Muñoz Machado Sara de la Rica Núria Cabutí | María Blasco Marhuenda Juan Manuel Bonet José Luis García Delgado Sara de la Rica Núria Cabutí Elvira Roca Barea José María Guibert Miquel Roca Junyent |
| Enrique de Sendagorta | José Ferrer Sala | José Antolín Toledano | Mariano Puig Planas | Plácido Arango Arias | Francisco Martínez-Cosentino | Gabriel Escarrer Julià |

## Histórico de premiados
Estas son los empresarios galardonados:
- 2014 I edición: Enrique de Sendagorta Aramburu, Presidente de Honor de SENER.[6]
- 2015 II edición: José Ferrer Sala, Presidente de Honor de Freixenet.[7][8][9]
- 2016 III edición: José Antolín Toledano, Presidente de Honor del Grupo Antolín.[10]
- 2017 IV edición: Mariano Puig Planas, presidente de la empresa multinacional de perfumes Puig.[11]
- 2020 V edición: Plácido Arango Arias, fundador del Grupo Vips, entregado póstumamente.[12]
- 2021 VI edición: Francisco Martínez-Cosentino, presidente del Grupo Cosentino.[13]
- 2022 VII edición: Gabriel Escarrer Julià, presidente de Meliá Hotels International.[1][14][15]